# Рішкуліца
Рішкуліца (рум. Rișculița) — село у повіті Хунедоара в Румунії. Входить до складу комуни Бая-де-Кріш.
Село розташоване на відстані 330 км на північний захід від Бухареста, 41 км на північ від Деви, 90 км на південний захід від Клуж-Напоки, 126 км на північний схід від Тімішоари.

## Населення
За даними перепису населення 2002 року у селі проживали 475 осіб, з них 473 особи (99,6%) румунів. Рідною мовою 473 особи (99,6%) назвали румунську.